# نقطة أوميغا

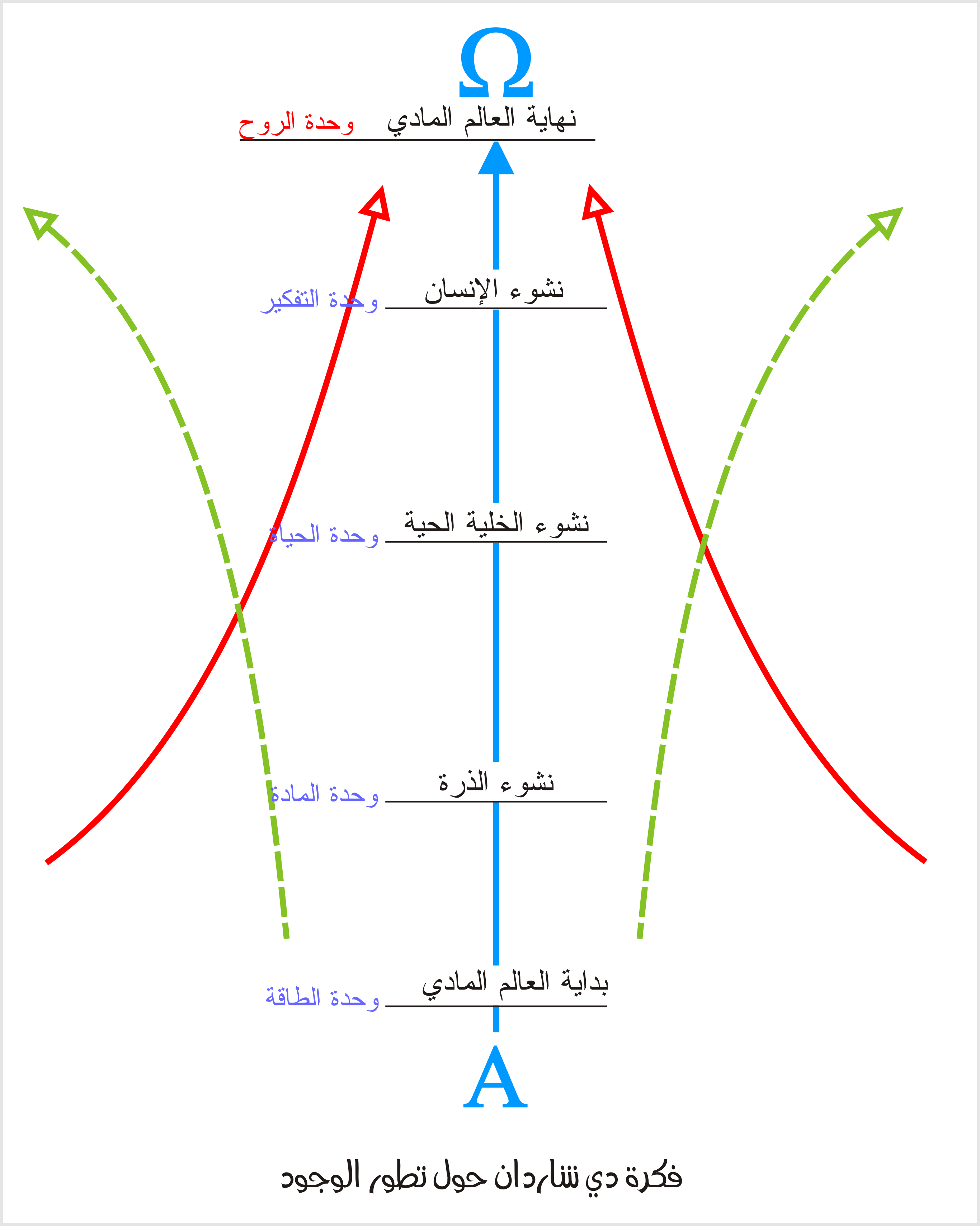

نقطة أوميغا هو مصطلح ابتدعه اليسوعي الفرنسي بيير تيلار دي شاردان (1881-1955) للدلالة على حالة تطور الكون بحيث يصل إلى أقصى تعقيد منظم (تعقيد بجانب التمركز). لمزيد من المعلومات، راجع «تكوين المسيح».

## تعريف

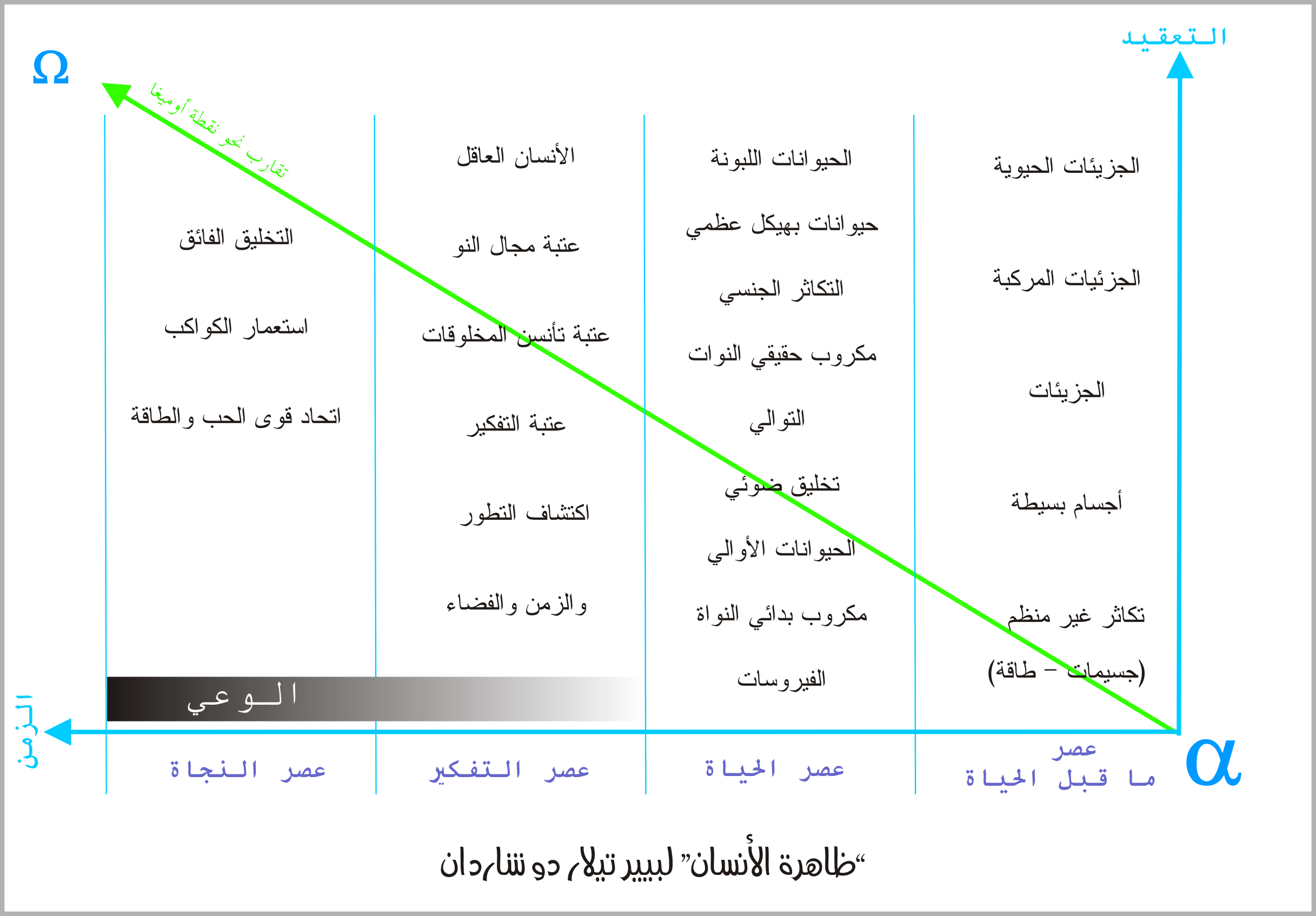

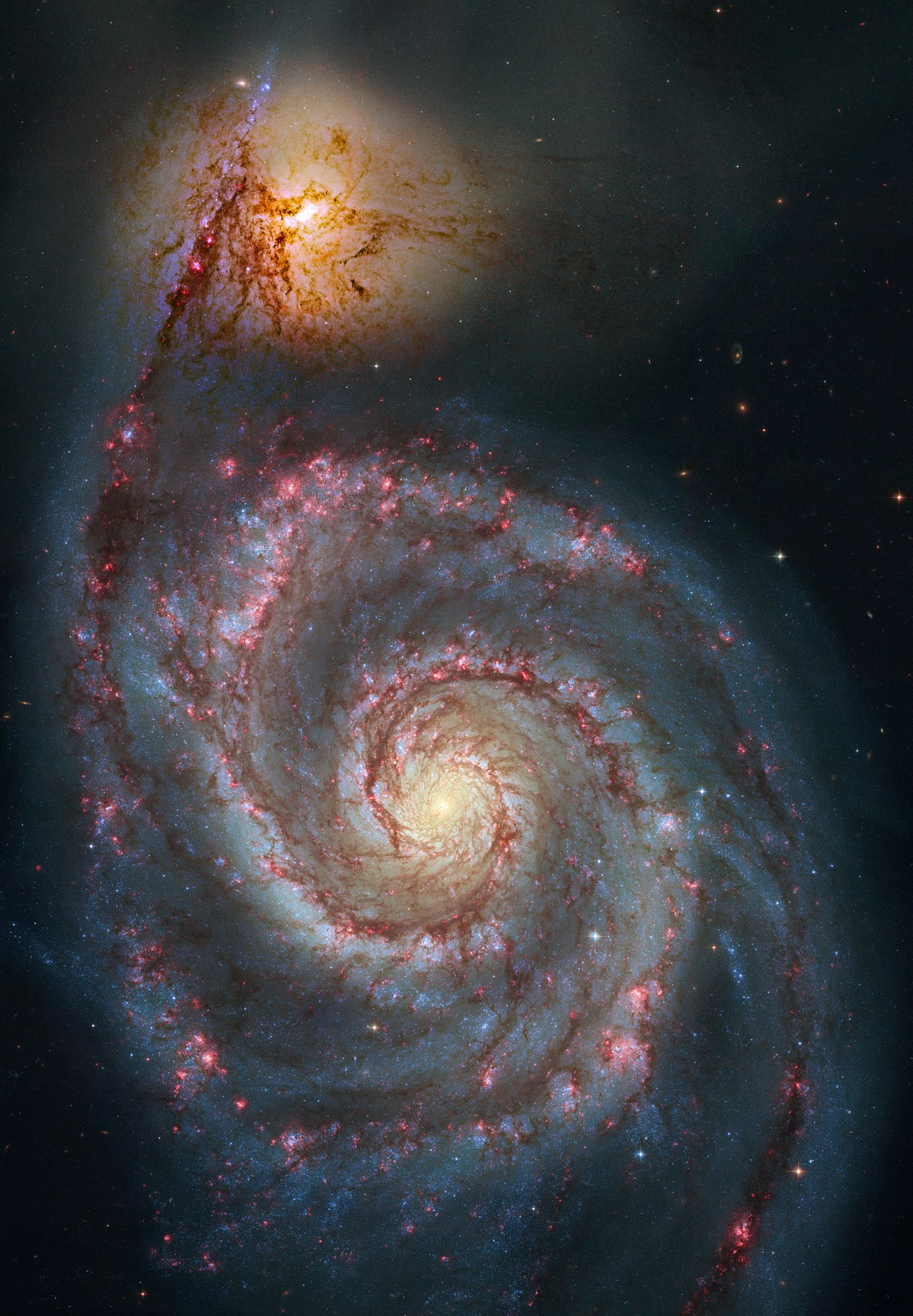
المجرة الحلزونية (M51). من أجل البساطة، تيلار يتصور الكون كمجرة حلزونية واحدة.

بحسب تيلار، ينقسم الكون إلى طبيعتين: «المادة» و«المحبة»، ويمثلان مكونتي المماسية (تعجيل تدويري) والشعاعية (تعجيل جابذي) للحلزونية الأساسية للطاقة النفسية. وفي إطار جذب التعجيل الجابذي الكوني للحب، تخضع مادة الكون للأوب (تشكيل داخلي) من حالة التعقيد الغير منظمة (أي جسيمات من المادة المنتشرة بشكل متلائم) إلى حالة التفرد (أي حالة الحب النقي والطاقة ومن دون وجود أي جسيمات). نقطة أوميغا (الألفية، «نهاية العالم كما نعرفه») هي الفترة السابقة مباشرة للتفرد (نهاية العالم الحقيقية). خلال نقطة أوميغا، يصبح الكون في حالة التعقيد المنظم، بحيث تكون مادته غير منتشرة بشكل متائم وبنفس الوقت غير متفردة. من أجل تبسيط الفكرة، تخيل تيلار كون الأوميغا كمجرة حلزونية واحدة،  ذو نواة ذاتي التعكس (أي تتجه نحو ذاتها)، وتلعب دور المراقب الواعي، وتدبر أو تتحكم ببقية المجرات عبر الكم الميكانيكي. أما حاليا، تقوم البشرية بدور المراقب الواعي متصرفة كالمسيح الشامل. وبما انها وصلت حدها في التنظيم المعقد، فإن المسيح الشامل، أي البشرية، سوف تقوم بنقلة إلى درجة أعلى من التفرد عن طريق الموت وتفويض كل قدراتها على تدبير الكون إلى الفرد الواحد الذي نجى، والذي سيترقى تلفائيا لرتبة المسيح الشخصاني. «فالأوركسترا التي يقودها عدد من الموسيقيين لا تنتج أي شيء غير النشاز الغير متماسك. أما عندما يتناقص عدد قادة الالكسترا ليصبحوا شخصا واحدا، تتحول الأوركسترا من لعب النشاز إلى لعب سمفونية طربة، وتتحول إلى حالة التكامل مع قائد الاوركسترا». بالقياس، عندما يتم التحكم بالكون بواسطة المليارات من المراقبين البشريين، يصبح الكون غير متماسك (الهدف) - عندها يتواجد كل جزء في حد ذاته، ويصبح يتبع القوانين المحلية. وبعد أن يتحكم إنسان مراقب واحد (أي المسيح الشخصاني) بالكون، سوف يتخلى الكون عن تنافره (الموضوعية) ويتحول إلى الجسد الكوني «للمراقب».

## توقيت نقطة أوميغا
بحسب تيلار، ستنهار البشرية إلى الفردية الممثلة بالمسيح الشخصاني عند بلوغ الحد الأقصى للتعقيد المنظم (تشكيل داخلي).]</ref> [] «نهاية العالم: الداخلية الانطواء على الجملة نفسها من noosphere، التي وصلت في وقت واحد حد أقصى من تعقيدها ومركزيتها».</ref> تلك اللحظة أتية على قدم وساق وبعجالة.
- في عام 2005، كانت المعلومات تتضاعف كل 36 شهرا. المصدر
- في يونيو 2008، كانت المعلومات تتضاعف كل 11 شهرا. المصدر
- يوم 4 أغسطس 2010، قال إريك شميدت الرئيس التنفيذي لجوجل: «كل يومين نقوم بإنشاء كمية معلومات تقدر بما تم أنشأه منذ فجر الحضارة حتى عام 2003». المصدر
- بحلول نهاية عام 2010، سوف تكون المعلومات تتضاعف كل 11 ساعة. المصدر

## السمات الخمس لنقطة أوميغا
يسرد كتاب تيلار المعنون ب«ظاهرة الإنسان» أن يجب أن تمتلك نقطة أوميغا السمات الخمس التالية:
1. قائمة بالفعل. فهذه الطريقة الوحيدة التي تفسر لنا نشوء الكون نحو مراحل أعلى من الوعي.
2. الشخصاني: أي إنسان مثقف وليس فكرة مجردة أو جماعية للإنسان. ان الزيادة المتزايدة للمادة لم تؤد فقط إلى زيادة أشكال الوعي، ولكن أدت مزيد من التخصيص أيضا، ومن مؤشراتها أن البشر هم أعلى شكل تحقق في الكون المعلوم. هم مراكز عمليات فردية وخرة بالكامل. ولهذا يقال أن الرجل كون في صورة الل، الذي هو أعلى شكل من أشكال الشخصانية. نص تيلار بصراحة أنه في نقطة أوميغا، عندما كان يصبح الكون واحدا، لن يتم كبت الإنسان، ولكن سيصبح شخصي خارق. وسيتم تخصيب الشخصانية إلى ما لا نهاية. وذلك لأن نقطة أوميغا يوحد الخلق، وكلما توحد، سيساعد التعقيد المتزايد للكون في إنشاء مستويات أعلى من الوعي. وهكذا، عندما يخلق الله، يتطور والكون نحو أشكال أعلى من التعقيد ومن الوعي، وأخيرا، كما يصبح مع البشر، من الشخصانية، لأن الله، الذي يجذب الكون تجاهه، هو شخص.
3. متعال. لا يمكن أن تكون نقطة أوميغا «نتيجة» المرحلة النهائية لتجميع الكون لنفسه في وعيه. بدلا من ذلك، يجب أن تكون نقطة أوميغا موجودة حتى «قبل» تطور الكون، وذلك لأن نقطة أوميغا هي المسؤولة عن نشوء الكون نحو مزيد من الوعي والتعقيد والسمات. ويعني، أساسا، أن نقطة أوميغا خارج الإطار الذي يطور الكون، لأنه من بتجاذب نقطة أوميغا يتطور الكون نحوه.
4. مستقل بذاته أي، خالي من القيود الفضائية والزمانية.
5. لا رجوع عنه. هذا يعني أنه ممكن وحتمي، بل «يجب» أن يحدث، ولا يمكن التراجع عنها.

## شخصانية التكنولوجيا كمفهوم منافس
يقول بعض «الما بعد إنسانيين» (transhumanists) ان التقدم التكنولوجي المتسارع المتأصل في قانون العودة المتسرعة، سيؤدي في المستقبل القريب نسبيا، إلى ما يسميه فيرنور فينج «الشخصانية التكنولوجية» أو «جدار التنبؤ». ويعتقد الما بعد إنسانيين هؤلاء أننا سوف تدخل قريبا في زمن الذي يجب علينا أن ننتقل فيه إلى «حلقة ردود الفعل الإيجابية»  في حساب آلة ذات تحكم ذاتي عالية المستوى. مما ينشيء في نهاية المطاف أدوات تكنولوجية ومعلوماتية ذات قدرات تفوق القدرات البشرية. تسمي كتابات الما بعد إنسانيين هذه اللحظة بنقطة أوميغا، تكريما لاستعمال تيلار هذا المصطلح، على الرغم من تيلار نفسه يستنكر الاعتقاد الجماعي في الشخصانية التكنولوجي ويعتبره شكل من أشكال الجبن. ويتوقع ان في نهج نقطة أوميغا، سوف ينقسم البشر للمرة الأخيرة، حول مفهوم حالته النهائية. اسوف تتخيل لأغلبية الساحقة، وبصورة خاطئة، أن الحالة النهائية الجماعي هي الشخصانية التكنولوجية من خلال أطار القوانين الفيزيائية والحالية. وسوف تظل أقلية صغيرة موالية لفكرة الشخصانية الخارقة في المسيح، «لتتجاوز أبعاد وإطار الكون المرئي».

## أدب الخيال العلمي
- في عام 1937، ذكر كتاب الخيال العلمي «صانع النجمة» لمؤلفه أولاف ستابلدون، أن الوصول إلى نقطة أوميغا يتم عندما يلتقي «العقل الكوني» مع «صانع النجمة» (أي خالق الكون).
- في القصة القصيرة «السؤال الأخير» لاسحق اسيموف، تقوم الإنسانية يدمج وعيها الجماعي مع إنشائها لنفسها لتشكل حاسوب كوني قيوم شامل.
- في كتاب «نهاية مرحلة الطفولة»، لآرثر كلارك، يشير إلى أن مصير البشرية، فضلا عن معظم الأنواع الذكية الأخرى في الكون، هو الاندماج مع الذكاء الكوني الشامل.
- يستعمل دان سيمونز في كتابه «هايبريون كانتوس»، فكرة نقطة أوميغا على نطاق واسع. ؤفشخصية الكاهن الكاثوليكي الأب هويت دوري الذي قدم إلى كواحد من الحجاج في المجلدين الأولين من رباعية (هايبريون والسقوط من هايبريون) ليصبح في نهاية المطاف البابا تيلار الأول.
- في رواية «داروينيا»، لروبرت تشارلز ويلسون، يقوم حدث غامض في العقد الأول من القرن العشرين فيحول أوروبا إلى مكان غريب غير معقول، وممتلئ بنباتات وحيوانات غير مألوفة ليكشف في النهاية أن القصة كلها جزء ضئيل من حرب افتراضية داخل ما حاسوب فعال تحدث عند نقطة أوميغا في نهاية الوقت.
- في الجزء الأول من رواية حصاد النجوم لاندرسون بول، يحكم الافاتيست أمريكا الشمالية وهم نظام قمعي شبه ديني الذي يستمد مبرراته من الالتزام باتخاذ الإنسانية إلى ما يسمونه نقطة أوميغا. ويستخدمون رمز اللانهاية اليونانية كشعار لهم، ويخيون بعضهم بكلمة «ألفا»، ويكون رد التحية بكلمة «أوميغا». وبما أن السينودس الاستشاري للافانتيسيين Avantist يؤمن بالتقدم الهندسي والفني للمجتمع وكوسيلة لتعزيز الإنسانية، فإن تعاليمه تتطابق مع الما بعد الإنسانيين.
- الشخصية الرئيسية في رواية تشارلز شيفيلد، «الغد والمستقبل»، هي دريك ميرلين يسعى للخصول على ترياق يبعد الموت عن زوجته. فيقوم بتجليدها ثم يجلد نفسه على أمل أن يحمل المستقبل العلاج. في نهاية المطاف، يرى أن الأمل الوحيد على وجود العلاج هو انتظار الدهر حتى نقطة أوميغا، أب وقت تواجدها مرة أخرى.
- كتب جورج زبروفسكي قصة ثلاثية قصيرة عن أوبرا الفضاء، والتي تسمى مجتمعة «ثلاثية نقطة أوميغا»، ونشرت في مجلد واحد في 1983. يبدو أن الاسم كان مجرد مصادفة، بل يسبق يبلر لسنوات عديدة، وليس فيها أي من الأفكار المذكورة أعلاه نقطة أوميغا.
- في ثلاثية بيتر ف. هاملتون «فجر الليل»، سمى مستودع أرواح الموتى من جميع الأنواع الحية في الكون بنقطة أوميغا هذا يعني ضمنيا أن هذه هي أيضا النقطة التي سينهار الكون إليها في نهاية المطاف.
- كتب ستيفن باكستر عن نقطة أوميغا في العديد من كتبه بما في ذلك [13] تايم لايك انفنيتي (زمن مثل لانهاية).
- اعتمدت سلسلة جوليان ماي «المجرة بمحيطه» بشدة على نظريات نقطة أوميغا لتيلار دي شاردان.
- تشير رواية «شانتارام» لجريجوري ديفيد روبرتس، إلى نظرية فلسفية أن الكون «يميل نحو التعقيد».

## اقرأ أيضًا
- الترقيم
- مجال نو
- إليزابيت ساهتوريس
- محاكاة الواقع
- الإبداع الإجمالي
- فرانك ج. تبلر
- مصير الكون في نهاية المطاف
- فلاديمير فردانسكي

## وصلات خارجية
- شاردان، بيير تلار دي ♦ ظاهرة الرجل كتاب مسحها في أرشيف الإنترنت
- شاردان، بيير تلار دي ♦ ظاهرة الرجل نسخة من الكتاب أتش تي أم أل (بدون رسوم)
- معهد بحوث تطور الإنسان
- برينستون Noosphere المشروع يستشهد تلار ده شاردان
- تلار ده شاردان في تطور
- تاريخ الكمبيوتر وخطوة نحو نقطة أوميغا المتوقع من قبل شميدهوبر يورغن، من «ورقم الجديد: العام والصوت وذات الصلة عن الفيزياء، غوردزيل وباء بيناشين سي، محرران: الذكاء الاصطناعي العام، ص 175-198، 2006»
- أوميغا نظرية بوينت -- كرايست تشيرش، نيوزيلندا
- معهد الفردية للذكاء الاصطناعي